# نيك دالويسيو
نيك دالويسيو (بالإنجليزية: Nick D'Aloisio)‏ (مواليد 1 نوفمبر 1995 في لندن)، هو مصمم برامج حاسوبية ومبرمج ورجل أعمال إنجليزي. اشتهر بابتكاره برنامج التلخيص التلقائي Summly. واعتبر دالويسيو أصغر رجل أعمال برأس مال استثماري وعمره 15 سنة. في مارس 2013 تم بيع Summly لشركة ياهوو بمبلغ 30 مليون $، مما جعل منه أصغر مليونير عصامي على الإطلاق.